# 1868
1868 (MDCCCLXVIII) je bilo prestopno leto, ki se je po gregorijanskem koledarju začelo na sredo, po 12 dni počasnejšem julijanskem koledarju pa na ponedeljek.

## Rojstva
- 8. januar - sir Frank Watson Dyson, angleški astronom († 1939)
- 9. januar - Søren Peder Lauritz Sørensen, danski kemik († 1939)
- 22. marec:
  - Alfred Fowler, angleški astronom († 1940)
  - Robert Andrews Millikan, ameriški fizik, nobelovec 1923 († 1953)
- 14. maj - Magnus Hirschfeld, nemški nevrolog, seksolog († 1935)
- 25. maj - Charles Hitchcock Adams, ameriški ljubiteljski astronom († 1951)
- 29. maj - Abdulmedžid II.,  zadnji kalif Osmanskega kalifata († 1944)
- 29. junij - George Ellery Hale, ameriški astronom († 1938)
- 6. avgust - Paul Claudel, francoski dramatik, pesnik, diplomat († 1955)
- 18. avgust - Reynold Alleyne Nicholson, angleški orientalist in raziskovalec islama († 1945)
- 6. september - Axel Hägerström, švedski filozof in pravnik († 1939)
- 7. oktober - Žiga Laykauf, slovenski pesnik in publicist († 1938)
- 17. oktober - Emerik Beran, češki (slovenski) skladatelj, violončelist in pedagog († 1940)
- 8. november - Felix Hausdorff, nemški matematik († 1942)
- 30. november - Anton Cestnik, slovenski rimskokatoliški duhovnik in politik († ?)
- 2. december - Oskar Dev, slovenski skladatelj in zborovodja († 1932)
- 24. december - Emanuel Lasker, nemški šahist, matematik, filozof († 1941)

## Smrti
- 18. januar - Adalbert Stifter, avstrijski pisatelj (* 1805)
- 19. januar - Friderik Baraga, slovenski misijonar, škof, slovničar (* 1797)
- 10. februar - sir David Brewster, škotski fizik, pisatelj (* 1781)
- 11. februar - Jean Bernard Léon Foucault, francoski fizik, astronom (* 1819)
- 16. julij - Dimitri Pisarev, ruski pisatelj in družbeni kritik (* 1840)
- 26. september - August Ferdinand Möbius, nemški matematik, astronom (* 1790)
- Claude Servais Mathias Pouillet, francoski fizik (* 1791)